# Yaylaköy, Tefenni
Yaylaköy là một xã thuộc huyện Tefenni, tỉnh Burdur, Thổ Nhĩ Kỳ. Dân số thời điểm năm 2010 là 558 người.